# Kýč

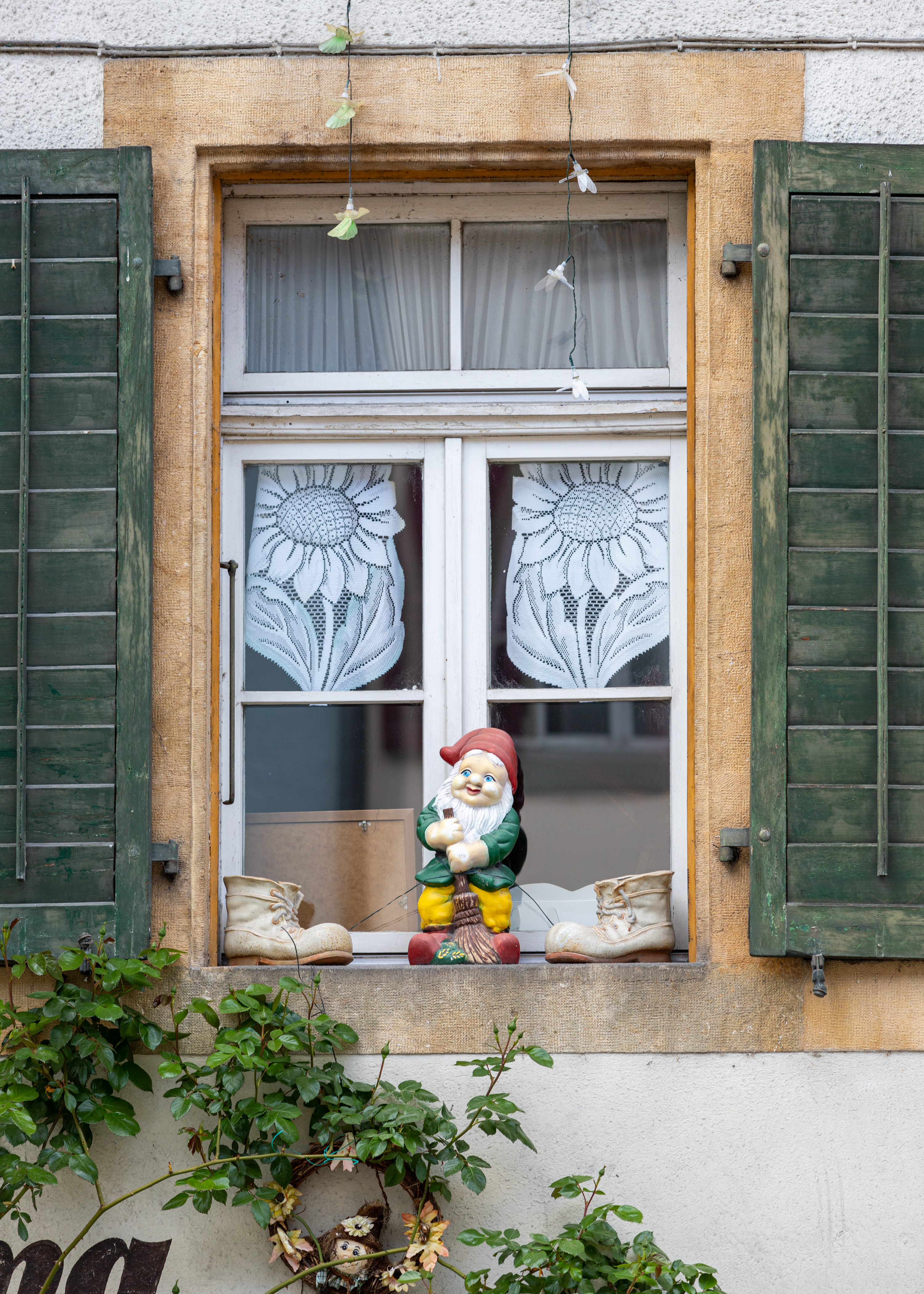
Zahradní trpaslík

Kýč (z německého Kitsch) je druh umění, které se snaží sentimentálně zapůsobit pomocí jednoduchých, přehnaných emocí. Ty se snaží prezentovat jako velkolepější, než ve skutečnosti jsou. Často je označován za nízké umění.
Toto označení se začalo používat v 19. století jako odpověď na zájem o přehnaně sentimentální a melodramatické umění. Kýč v umění je tedy značně spjat se sentimentalismem v umění.
Z hlediska vizuální stránky je obecně označení „kýč“ chápáno pejorativně, jelikož naznačuje, že se bude jednat o nevkusné, okázalé a pokleslé dílo.

## Původ názvu
Na etymologii samotného výrazu existuje více názorů. Název může pocházet z druhé poloviny 19. století, kdy byl odvozen od slova sketch (anglicky skica). Tu si údajně žádali američtí turisté v Mnichově místo originálního obrazu, aby ušetřili peníze. V meklenburském nářečí existuje ovšem daleko starší výraz kitschen, který znamená „sbírat bláto na ulici“ nebo „falšovat nábytek, aby vypadal jako starožitný“.

## Definice

### Podle Umberta Eca

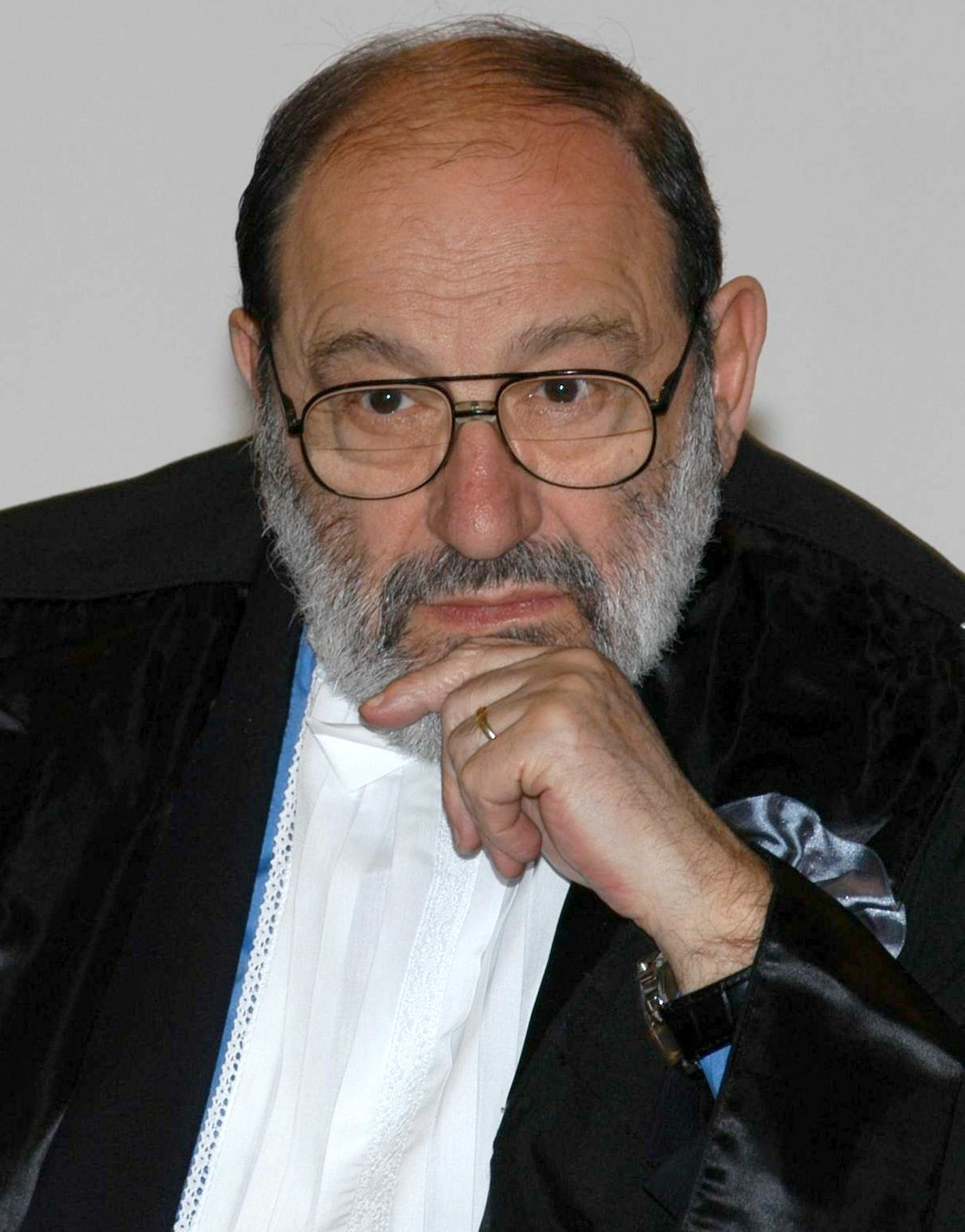
Umberto Eco

Italský filozof a spisovatel Umberto Eco definuje kýč jako prostředek, který vyvolává psychologický efekt, předstírá uměleckost a estetičnost a působí v konzumentovi dojmem, že tyto emoce jsou správné a žádoucí, protože posilují jeho estetické cítění a výsledný umělecký prožitek.
Problematice kýče se věnuje ve svém díle Skeptikové a těšitelé. Zejména v esejích Stylistika kýče, Kýč a masová kultura a Kýč jako „boldinismus“ zkoumá fenomén pomocí lingvistické, estetické i literární reflexe. Vychází z předpokladu, že i věci nehodnotné (a kýčovité) je potřeba důkladně vědecky zkoumat, protože nejlépe odráží žitou realitu. Výsledné poznání má být podle něj měřeno kvalitou použité metody a ne kvalitou zkoumaného objektu.
Masová kultura podle Eca funguje jako jeden z nositelů kýče. Zdůrazňuje, že pojem „masová kultura“ spadá do kategorie „pojmový fetiš“, tedy pojmu, jenž je natolik opředen významy a představami, které do něj jeho uživatelé vkládají, že znemožňuje jakoukoliv další diskuzi.
Kýč neboli nevkus je podle něj odlehčenou, nejjednodušeji stravitelnou formou umění. Projevuje se tak, že konzumenta nutí podlehnout určitému efektu, nejčastěji emočnímu. Také v podstatě předurčuje, jak by měl konzument výsledný efekt přijímat. Nástrojem kýče je zaměření na citovou stránku cílové skupiny – např. nadbytečnost slov mající poetický význam (něžný noční vánek). Spočívá tedy v umělém vytvoření známé poetické atmosféry pomocí vrstvení falešných poetických významů a symbolů, které jsou ve výsledku nadbytečné.
Otázkou zůstává, zda lze kýč ještě považovat za umění. Usiluje-li nějaké dílo o efekt, pak to podle Eca nemusí nutně znamenat, že je automaticky vyloučeno z umění. V případě kýče ovšem změna uměleckých forem neslouží k důkladnějšímu proniknutí do děje a k jeho lepšímu uchopení, ale funguje jako prostředek, který konzumenta nevybíravě nutí, aby podlehl celkové citové atmosféře díla. Čtenář tedy nepodléhá dobrovolně, ale nemá na výběr, což kýč staví do pozice uměleckého klamu.
| „             | Uvedený úryvek je kýč nejenom proto, že stimuluje citové efekty, ale protože neustále čtenáři vnucuje myšlenku, že těší-li se těmito efekty, zdokonaluje si svou výsadní estetickou zkušenost. | “ |
| — Umberto Eco | |   |

Kýč a jeho postupy ovlivňují i tzv. vysokou kulturu. Jelikož prodávají namísto uměleckých děl jejich efekty, reagují na to umělci tak, že se snaží spíše než o dílo samotné zajímat o postup jeho vytváření. Eco přitom souhlasí s tvrzením Clementa Greenberga, že "zatímco avantgarda (...) napodobuje napodobování, kýč (...) napodobuje efekt napodobování. Tento efekt vzájemného podporování nazývá Eco dialektikou avantgardy a kýče – tedy výslednicí působení těchto dvou sil.
| „             | Nejde totiž jen o to, že avantgarda vzniká jako reakce na šíření kýče, ale i kýč se obnovuje a daří se mu díky tomu, že neustále těží z objevů avantgardy. | “ |
| — Umberto Eco | |   |

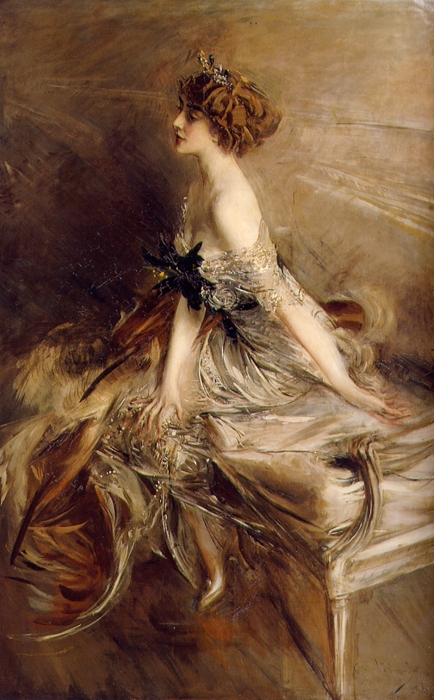
Portrét kněžny Bibesco (Giovanni Boldini)

Rozpoznání a následná definice určitého typu kýče je podle Eca stejně jako v případě umění nesnadná. Dle jeho názoru svůj úsudek o kýči stavíme v rámci obyčejů a mravů našeho prostředí na postojích znalců, kteří vkus mají, a proto jsou schopni jeho výchylky představované kýčem rozpoznat. Instinktivní rozpoznání vychází často z podrážděné reakce vůči příliš zjevné disproporci. Tou může být ztráta míry – např. ignorace sladění oblečení (kombinace modré a zelené barvy), nezdůvodněný nadnesený výraz (v hrnci bylo kvadrilion kaše), v případě mravů obecně známá netaktnost (vyprávění anekdot v krematoriu). Nebo míra v samotném objektu je a snižují ji okolnosti – jednak časové (vytesat Venuši Mélskou v 21. století) a jednak místní (umístit Venuši Mélskou na fotbalové hřiště). Eco také upozorňuje, že někteří kritici svým odsuzováním kýče sami ukazují svojí náchylnost k němu, protože „touha po kýči je právě v jeho kriticích tak silná, že ji ukájejí jeho odsuzováním a chválou umění, formulovanou však podle zásad emotivity, na níž stojí kýč.“
Jako příklad kýče uvádí Eco lidové tisky ze 16. století. Ty byly tištěny v malých tiskárnách, často nekvalitně, a prodejci a zpěváci je posléze prodávali na tržištích. Nesly „primární konotaci každého výrobku určeného masám, a to v tom, že nabízejí city a vášně, lásku a smrt už předem namíchané tak, aby vyvolaly žádoucí efekt". Zpravidla také měly jepičí život.
Jako příklad kýče uvádí na základě kritiky od Dwighta MacDonalda, amerického spisovatele a filozofa, i Hemingwayovu povídku Stařec a moře. MacDonald ukazuje na Hemingwayovo užívání archetypálních názvů (stařec, chlapec), které ve čtenáři působí dojmem, že se jedná o zásadní postavy, které mají všeobecnou platnost a důležitost. Podle MacDonalda se jedná o užití falešně biblického stylu, který pracuje s poskytovanými informacemi tak, jakoby samy byly estetickým zážitkem, ačkoliv nejsou nebo nutně nemusí být.
V eseji Kýč jako „boldinismus“ (podle italského malíře Giovanniho Boldiniho) Umberto Eco uvádí, že za kýč lze považovat také vytržení informace z kontextu a její následné zasazení do kontextu zcela nového. Jako příklad lze uvést malíře Boldiniho. V jeho portrétech žen můžeme sledovat dvě disproporční roviny – konzumní a uměleckou. Hlava a tělo žen působí na první pohled lákavě, aby malíř uspokojil zadavatelku i diváka, zatímco při malbě šatů malíř prezentuje vlastní umělecký záměr.

### Podle Tomáše Kulky
1. Kýč zobrazuje témata, která jsou všeobecně považována za krásná nebo která mají silný emocionální náboj.
2. Téma zobrazované kýčem musí být okamžitě identifikovatelné.
3. Kýč substantivně neobohacuje asociace spojené se zobrazovaným tématem.

Co se první podmínky týče, jejím literárním analogem je, že děj kýčovitého románu má silný emocionální náboj. Literární kýč využívá standardních emocionálních situací, které vyvolávají spontánní nereflektivní emocionální odezvu. Je podřízen morálním standardům a společenským ideálům dané doby. Obdobně jako vizuální kýč zpravidla zobrazuje to, co je všeobecně považováno za krásné, typický kýčovitý román popisuje to, co je všeobecně považováno za dobré, mravné či správné v daném společensko-historickém milieu.
Literární paralelou druhé podmínky je okamžitá srozumitelnost. Jazyk literárního kýče musí být dostatečně jednoduchý a styl vyprávění se nesmí vymykat dobovým konvencím. Kýč nepotřebuje výklad. Stejně jako v umění vizuálním je literární kýč zpravidla explicitní: nic není ponecháno fantazii.
Třetí podmínka stanovuje, že čtení literárního kýče příliš nerozšíří obzory a neobohatí naši zkušenost o nové aspekty reality. Na rozdíl od skutečné literatury kýč nezintenzivňuje senzibilitu, ani nepomáhá provádět jemnější rozlišení.

### Podle Milana Kundery

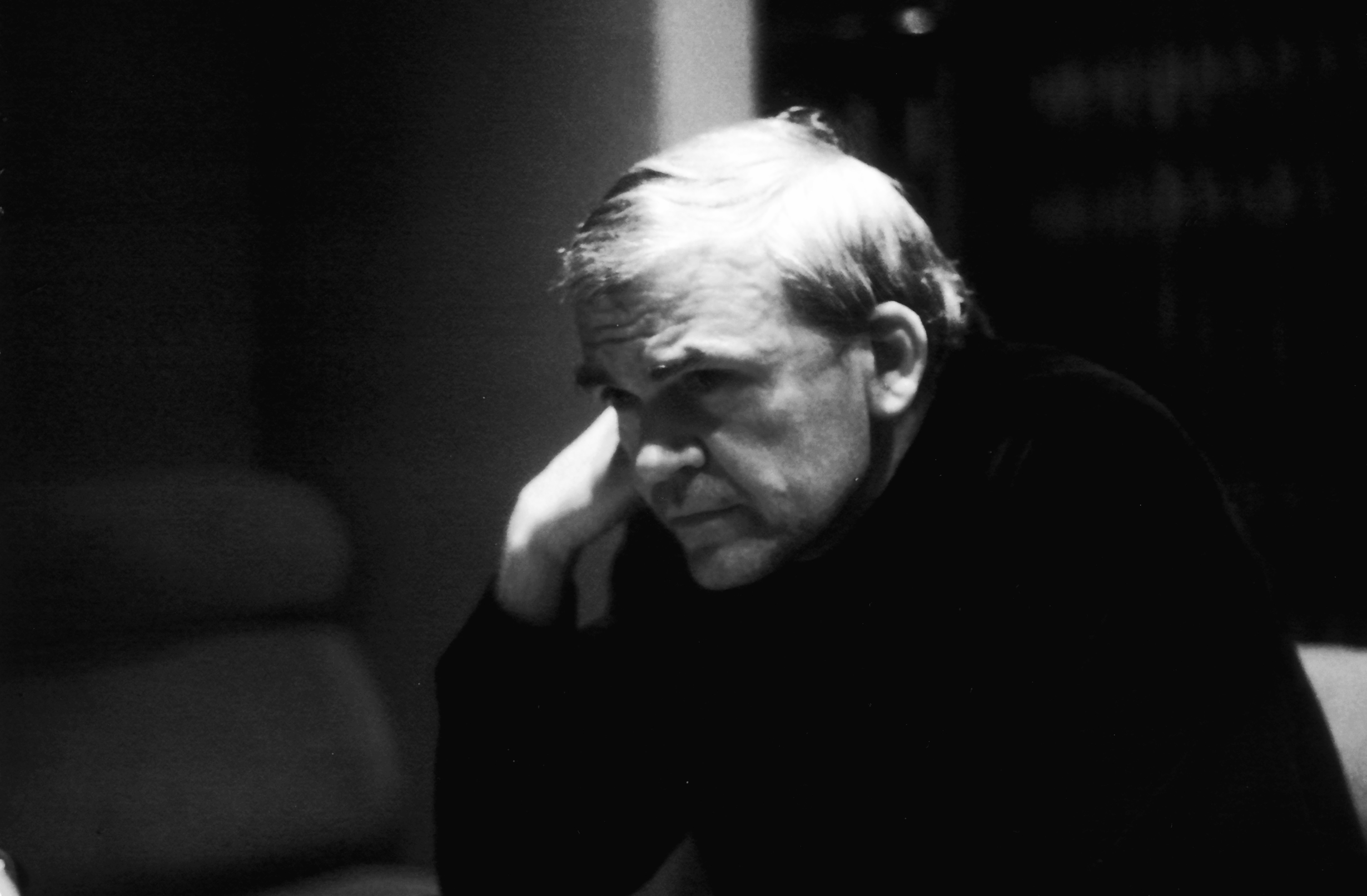
Milan Kundera

Milan Kundera v románu Nesnesitelná lehkost bytí předkládá definici kýče jako druhé slzy: objekt sám o sobě se kýčovitým stává pouze tehdy, nestavíme-li se k němu s pomyšlením „To je krásné!“, ale s úvahou „To je tak krásné, že nás to dojímá!“

### Podle Gabriele Thullerové
Kýč primárně působí na city. Vyvolává sentimentální náladu, která je jedním z charakteristických znaků kýče. Kýč usiluje, aby představoval vyšší kvalitu, než jakou ve skutečnosti má. Často se jedná o náhražku: umělá hmota místo dřeva, napodobenina místo originálu. Kýč je spíše zdání než bytí, není autentický. Kýč je to, co je masově vyráběné a masami přijímané.

### Podle Tomáše Vlčka
1. V díle, kde přebývá citovosti a chybí v něm to, co lze velmi těžko definovat jinak než jako hodnota, která umožňuje překročit sama sebe.
2. Nejde o pravdivé sdělení.
3. Je to nemoc neodpovědného snění, náhražka, sebeuspokojení v iluzích a slasti.
4. Selhává ve výpovědi, podbízí se, usiluje o zmocnění se vašeho srdce na úkor odpovědnosti vůči světu, ve kterém máme naději přežít, jen pokud budeme zároveň citliví i odpovědní.